# Renwick Gallery
La Renwick Gallery è una filiale dello Smithsonian American Art Museum, con sede a Washington DC (Stati Uniti), e si concentra sull'artigianato americano e sulle arti decorative dal XIX al XXI secolo. È ospitata in un edificio classificato come National Historic Landmark che fu iniziato nel 1859 su Pennsylvania Avenue e originariamente ospitava la Corcoran Gallery of Art (ora a un isolato dalla Casa Bianca e dall'altra parte della strada rispetto all'Old Executive Office Building). Quando fu costruito nel 1859, era conosciuto come "il Louvre americano".

## Storia
L'edificio della Renwick Gallery fu originariamente costruito con lo scopo di diventare il primo museo d'arte di Washington e per contenere la collezione di arte americana ed europea di William Wilson Corcoran. L'edificio fu progettato da James Renwick Jr e completato nel 1874. Quando scoppiò la guerra civile americana, l'edificio era in fase di completamento e fu utilizzato come magazzino militare temporaneo e quartier generale di una Corte federale. Quando l'edificio fu completato nel 1874, la Galleria Corcoran fu aperta al pubblico. La galleria esaurì presto lo spazio e fu trasferita in un nuovo edificio nel 1897.
Nel 1965, il presidente Lyndon B. Johnson firmò un ordine esecutivo per trasferire l'edificio Renwick alla Smithsonian Institution per utilizzarlo come "galleria di arte e design". A seguito di una ristrutturazione, è stato inaugurato nel 1972 come sede della sezione di artigianato contemporaneo dello Smithsonian American Art Museum. La Renwick Gallery è ora una filiale dello Smithsonian American Art Museum, che ospita la collezione del museo di arte decorativa e artigianato.